# 过渡纲领
《过渡纲领》，最初标题为《资本主义的垂死挣扎和第四国际的任务》，后来以《过渡纲领和争取社会主义的斗争》为标题重新出版，是列夫·托洛茨基创建的列宁主义国际组织——第四国际在其1938年成立大会上通过的一项政治纲领。它是过渡纲领的一个典型范例。